# Телефонный план нумерации СССР
Телефонный план нумерации СССР — совокупность телефонных кодов, номеров и правил набора, действовавшая в СССР и образовавшихся при его распаде. (формально — до 20 апреля 1999 года). После распада СССР отделившиеся страны, в основном, получили свои национальные коды, однако внутри многих национальных кодов сохранились зональные коды, унаследованные от советской нумерации. В дальнейшем в национальных планах некоторых стран происходило изменение количества знаков национального номера, а некоторые непризнанные и частично признанные государства (Абхазия, Нагорный Карабах) и Автономная Республика Крым меняли принадлежность к национальному телефонному коду.
СССР был выделен международный телефонный код +7, который унаследовали Россия и Казахстан.
Последняя редакция общесоюзного телефонного плана нумерации была введена 31 октября 1986 года Руководящим документом «По общегосударственной системе автоматизированной телефонной связи», утверждённым Межведомственным координационным советом при Министерстве связи СССР. После этого начался последовательный раздел плана нумерации между странами, получавшими национальные телефонные коды. Эта редакция на территории России и Казахстана де-юре была отменена 20 апреля 1999 года, когда были введены новые принципы телефонной нумерации внутри кода +7;

## Основные принципы
В СССР использовался четырёхуровневый открытый план нумерации, открытый формат которого в большинстве стран после распада Союза был постепенно сменён закрытым. Код выхода для междугородних звонков был 8.
1. В пределах одного населённого пункта можно было позвонить по местному номеру без кода. Местные номера обычно состояли из 5-7 цифр, причём семизначные номера были только в Москве (с 1968 года), в Ленинграде (с 1976 года) и Киеве (с 1981 года). Если во внутреннем номере регионального центра было меньше 7 цифр, то его междугородний код дополнялся цифрами (обычно двойками для административного центра, шестёрками для второго по населению города). Например, при коде Приморского края 423 код Владивостока был 42322, а код Находки — 42366. По мере перехода города на более длинные номера цифры из кода переходили в местный номер.
2. В пределах одной зоны нумерации (чаще всего в пределах области или края) вместо полной действовала укороченная нумерация вида: 8 2X YYYYYY, где 2 заменяла трёхзначный код зоны. В г. Москве цифра 2 заменяла код 096.
3. Для звонков в другие зоны нумерации следовало набирать 8, затем, после гудка — полный код населённого пункта, состоявший из трёхзначного зонового кода и дополнительных цифр, и затем — местный телефонный номер.
4. Абонентам декадно-шаговых АТС для идентификации междугородней телефонной станцией приходилось дополнительно, после набора междугороднего номера, набирать свой собственный номер.

Например:
8 224 XXXXX для звонка в город Клин Московской области из Москвы и Московской области;
8 09624 XXXXX для звонка в город Клин Московской области из других регионов.
8 095 XXXXXXX 0 YYYYY для звонка в г. Москву из г. Братска Иркутской области абонентам декадно-шаговых АТС.
Для международных звонков следовало набирать 8 10 <код страны> <код города> <номер телефона>, однако, на протяжении почти всего периода существования в СССР автоматической международной телефонной связи для звонков через «восьмёрку» были доступны лишь социалистические страны.
Например: 8 10 359 2 XXXXXX для звонка в город Софию.
Автоматическая междугородняя и международная телефонная связь до середины 1980-х — начала 1990-х годов была доступна главным образом в крупных городах, начиная с уровня республиканских, краевых и областных центров.

## Экстренные номера
Номера телефонов экстренных служб в СССР были двухзначными и начинались на 0. При вызове экстренного номера с таксофона, как правило, плата не взималась.
- 01 — пожарная охрана
- 02 — милиция
- 03 — скорая медицинская помощь
- 04 — служба газа

Номер 05 использовался в некоторых крупных городах как городская справка адресов жителей или организаций либо использовался для связи с городской диспетчерской службой коммунального хозяйства.
Номер 07 использовался для заказа междугородных звонков через оператора, что нашло отражение в песне Владимира Высоцкого «07».
Во многих городах по номеру 06 осуществлялся (а в некоторых случаях осуществляется до сих пор) приём телеграмм с домашнего телефона, а номер 08 использовался в некоторых городах и продолжает использоваться для связи с бюро ремонта телефонов.
По номеру 09 работала телефонная справочная служба (поиск телефона по названию организации или имени абонента).

## Служба точного времени
В Москве в СССР существовал и продолжает действовать по настоящее время нетарифицируемый номер телефона 100 службы точного времени.
В Ленинграде существовал нетарифицируемый номер телефона 08 службы точного времени. В 1999 году в Санкт-Петербурге индекс 08 расширили до 08х для использования разными организациями (так, номер 081 используется АТС Смольного), а номер службы точного времени был изменён на 060.
В настоящее время в городах Российской Федерации действуют следующие номера телефонов службы точного времени:
- Москва — 100;
- Санкт-Петербург — 060;
- Калининград — 060;
- Калуга — 100.

## Хронология раздела плана нумерации
После распада СССР в период 1993—1999 годов происходил последовательный переход стран бывшего СССР из старого единого плана нумерации к национальным телефонным кодам. В некоторых случаях, когда ввод национального кода сильно затягивался, в седьмой зоне нумерации регистрировались коды для первых мобильных операторов некоторых стран СНГ.

### Вышли из плана
- 1993 —  Эстония (+372),  Латвия (+371),  Литва (+370),  Молдова (+373)
- 1994 —  Азербайджан (+994),  Грузия (+995)
- 1995 —  Армения (+374, 1 мая),  Беларусь (+375, 16 апреля),  Украина (+380, 16 апреля)
- 1996 —  Республика Абхазия (+995 44)
- 1997 —  Кыргызстан (+996),  Таджикистан (+992),
- 1998 —  Туркменистан (+993, 12 июня),  Узбекистан (+998, 1 октября)

Коды зоны +7 присвоены двум частично признанным государственным образованиям, контролируемая которыми территория международным сообществом рассматривается как территория Грузии:
- 2009 —  Республика Абхазия
- 2014 —  Южная Осетия (новые коды выделены, но по факту не используются)

## Зоновые коды
В основном зоновые коды распределены по географическому принципу, так что соседние регионы обычно имели близкие номера зоновых кодов. Пробелы в нумерации — резерв для расширения. В случае, если код зоны претерпел значительные изменения при смене национального кода, изменения оговорены справа от стрелки после старого советского кода. Отдельные географические коды были предусмотрены для связи на объектах МНТС, МЦК и УАК и служебных сетях; по состоянию на 1999 год, они продолжали работать, точная дата прекращения их работы неизвестна.
В таблице плана географической нумерации кодов Руководящего документа 1986 года не выделялись отдельно географические зоновые коды автономных округов РСФСР/РФ, которые обычно указывались в качестве дополнительных зоновых кодов «материнских» областей РФ. Для таких случаев уточнения относительно автономных округов даны справа после стрелки. Также Руководящим документом в графе «Международные службы» регламентированы зональные коды для отдельных городов некоторых регионов, которые после ввода плана нумерации России и Казахстана образца 1999 года получили статус полноценных географических кодов.
В данном списке названия регионов республик бывшего СССР даны на 31 октября 1986 года. В случае переименования того или иного региона в период с 31 октября 1986 по 26 декабря 1991 года (или выхода республики из состава СССР) название, действовавшее по состоянию на 31 октября 1986 года дано в скобках. Наиболее значительные изменения в зональной нумерации, произошедшие после перехода на национальные телефонные коды, даны для каждого региона (кроме упразднённых после распада СССР) справа от стрелки. Для упразднённых в 1990-х годах областей Казахстана изменения отнесены к изменениям в зональной нумерации других областей, которые были укрупнены за счёт упразднённых.

### Зоновые коды на 0
Зоновые коды, начинающиеся на 0, были выделены республикам и регионам европейской части СССР. После распада СССР коды регионов России, Белоруссии и Украины сохранились, претерпев незначительные изменения:
1. В нумерации Украины и Белоруссии начальный 0 был отброшен из зоновых кодов в международном формате. В телефонном плане нумерации Белоруссии при звонке внутри страны предусмотрен набор 0 при междугороднем звонке со стационарных телефонов (8-0хх), аналогичное правило применялось для Украины с 16 января 1995 по 13 октября 2009 года.[источник не указан 1287 дней]
2. В России начальный 0 был заменён на 4 в декабре 2005 — январе 2006 года. В коде Калининградской области также была заменена и средняя цифра.[источник не указан 1287 дней]

| - 011 — Калининградская область РСФСР → +7 401 - 012 — Литовская ССР → +370 - 013 — Латвийская ССР (до 1993) → +371; после смены кода — Заказные и справочные службы Белорусской МНТС-1 (до 1995) → +375 13 - 014 — Эстонская ССР (до 1993) → +372; после смены кода — Заказные и справочные службы Белорусской МНТС-1 (до 1995) → +375 14 - 015 — Гродненская область Белорусской ССР - 016 — Брестская область Белорусской ССР - 017 — Минская область Белорусской ССР - 018 ― Заказные и справочные службы Белорусской МНТС-1 (до 1995) → +375 18 - 020 — Белорусская МНТС-1 - 021 — Витебская область Белорусской ССР - 022 — Могилёвская область Белорусской ССР - 023 — Гомельская область Белорусской ССР - 024 — Белорусская МНТС-2 - 0294 ― БелСел (мобильный оператор Белоруссии, до 1995). - 031 — Закарпатская область Украинской ССР - 032 — Львовская область Украинской ССР - 033 — Волынская область Украинской ССР - 034 — Ивано-Франковская область Украинской ССР - 035 — Тернопольская область Украинской ССР - 036 — Ровненская область Украинской ССР - 037 — Черновицкая область Украинской ССР - 038 — Хмельницкая область Украинской ССР - 041 — Житомирская область Украинской ССР - 042 — Молдавская ССР → +373 - 043 — Винницкая область Украинской ССР - 044 — г. Киев и Киевская область Украинской ССР → +380 44 (Киев) и +380 45 (Киевская область) - 046 — Черниговская область Украинской ССР - 047 — Черкасская область Украинской ССР - 048 — Одесская область Украинской ССР - 049 — Спутниковая связь с морскими судами (Украина) → +380 49 | - 051 — Николаевская область Украинской ССР - 052 — Кировоградская область Украинской ССР - 053 — Полтавская область Украинской ССР - 054 — Сумская область Украинской ССР - 055 — Херсонская область Украинской ССР - 056 — Днепропетровская область Украинской ССР - 057 — Харьковская область Украинской ССР - 060 — г. Ялта Украинской ССР → +380 654 → +7 3654 - 061 — Запорожская область Украинской ССР - 062 — Донецкая область Украинской ССР - 064 — Луганская область Украинской ССР - 065 — Крымская АССР (область) Украинской ССР → +380 65 → +7 365 - 069 — г. Севастополь Украинской ССР → +380 69 → +7 8692 - 071 — Курская область РСФСР - 072 — Белгородская область РСФСР - 073 — Воронежская область РСФСР - 074 — Липецкая область РСФСР - 075 — Тамбовская область РСФСР - 080 — Московский МЦК (МН-3) - 081 — Смоленская область РСФСР - 082 — Калининская область РСФСР - 083 — Брянская область РСФСР - 084 — Калужская область РСФСР - 085 — Ярославская область РСФСР - 086 — Орловская область РСФСР - 087 — Тульская область РСФСР - 089 — Центральный УАК - 090 — Московский МЦК (МН-4) - 091 — Рязанская область РСФСР - 092 — Владимирская область РСФСР - 093 — Ивановская область РСФСР - 094 — Костромская область РСФСР - 095 — г. Москва (с пригородами (5хх-хх-хх) и Зеленоградом (53х-хх-хх)) РСФСР → +7 495, +7 498 (часть ближних пригородов Москвы и номеров Новомосковского и Троицкого административных округов Москвы), +7 499 - 096 — Московская область (без ближних пригородов Москвы) РСФСР - 097 — АСВТ → +7 997 |

### Зоновые коды на 3
- В России и Казахстане данные коды сохранились почти полностью, их совместное использование было закреплено новым телефонным планом нумерации 20 апреля 1999 года. Первые мобильные операторы Казахстана также регистрировали часть своих DEF-кодов в этих зонах, в 2000-е они были переведены на новые коды. 5 августа 2007 года Казахстан перешёл на новый диапазон кодов +7 7хх с соответствующей заменой цифр в географических кодах.
- В зональных кодах в Узбекистане и Киргизии первая цифра (3) была отброшена (в Киргизии «отброс» состоялся летом 1998 года, уже после перехода на национальный код +996, также в Иссык-Кульской области Кыргызстана была также заменена и вторая цифра), а планы нумерации Таджикистана и Туркмении были полностью перекроены.

| - 300 ― Главный центр управления междугородной телефонной сетью (ГЦУМС), после отмены — Алтел (Казахстан) → 700 - 301 — Бурятская АССР РСФСР - 302 — Читинская область РСФСР - 304 ― Система «Дама» (расформирован не позже 5 августа 2007 года, ныне резерв) - 310 — Джезказганская область Казахской ССР - 311 — Уральская область Казахской ССР - 312 — Гурьевская область Казахской ССР - 313 — Актюбинская область Казахской ССР - 314 — Кустанайская область Казахской ССР - 315 — Северо-Казахстанская область Казахской ССР - 316 — Кокчетавская область Казахской ССР - 317 — Целиноградская область Казахской ССР → 716 (Акмолинская область), 717 (Астана) - 318 — Павлодарская область Казахской ССР → 718 - 319 — Иссык-Кульская область Киргизской ССР → +996 39 - 321 — Карагандинская область Казахской ССР → 710 (Жезказган и западные районы), 721 - 322 — Семипалатинская область Казахской ССР - 323 — Восточно-Казахстанская область Казахской ССР → 722 (Семей и западные районы), 723 - 324 — Кзыл-Ординская область Казахской ССР → 724 - 325 — Чимкентская область Казахской ССР → 725 - 326 — Джамбульская область Казахской ССР → 726 - 327 — Алма-Атинская область Казахской ССР → 727 (Алматы с ближними пригородами), 728 - 328 — Талды-Курганская область Казахской ССР - 329 — Мангистауская область Казахской ССР → 729 - 330 — Тургайская область Казахской ССР - 331 — Чуйская область Киргизской ССР - 332 — Ошская область Киргизской ССР → +996 32 (собственно Ошская область Киргизии), +996 36 (Баткенская область), +996 37 (Джалал-Абадская область) - 333 ― Кар-Тел (Казахстан, запущен 19 февраля 1999 года, то есть, де-юре успел поработать в старом плане нумерации 2 месяца, точная дата расформирования кода не известна) - 334 — Таласская область Киргизской ССР - 335 — Нарынская область Киргизской ССР - 33622 — Байконур Кзыл-Ординская область Казахской ССР (в настоящее время — только для дозвона из РФ, из Казахстана — +7 73622) - 338 — Целиноградский УАК - 341 — Удмуртская АССР РСФСР - 342 — Пермская область РСФСР - 343 — Свердловская область РСФСР - 345 — Тюменская область PСФСР → 345 (собственно Тюменская область), 346 (Ханты-Мансийский автономный округ — Югра), 349 (Ямало-Ненецкий автономный округ) - 347 — Башкирская АССР РСФСР | - 350 — Новосибирская МНТС - 351 — Челябинская область РСФСР - 352 — Курганская область РСФСР - 353 — Оренбургская область РСФСР - 357 — Екатеринбургский УАК - 360 — Ташаузская область Туркменской ССР → +993 3 - 361 — Каракалпакская АССР Узбекской ССР → +998 61 - 362 — Хорезмская область Узбекской ССР → +998 62 - 363 — Ашхабадская область Туркменской ССР → +993 13 (Ахалский велаят), +993 12 (Ашхабад) - 365 — Бухарская область Узбекской ССР → +998 65 - 366 — Самаркандская область Узбекской ССР → +998 66 - 367 — Сырдарьинская область Узбекской ССР → +998 67 - 369 — Наманганская область Узбекской ССР → +998 69 - 370 — Марыйская область Туркменской ССР → +993 5 - 371 — Ташкентская область Узбекской ССР → +998 70 (область), +998 71 и +998 78 (Ташкент) - 372 — Джизакская область Узбекской ССР → +998 72 - 373 — Ферганская область Узбекской ССР → +998 73 - 374 — Андижанская область Узбекской ССР → +998 74 - 375 — Кашкадарьинская область Узбекской ССР → +998 75 - 376 — Сурхандарьинская область Узбекской ССР → +998 76 - 377 — Районы республиканского подчинения, Кулябская область, Курган-Тюбинская область и Горно-Бадахшанская автономная область Таджикской ССР → +992 31 (РРП), +992 32 (бывшая Курган-Тюбинская область), +992 33 (бывшая Кулябская область), +992 35 — Горный Бадахшан, +992 37 — Душанбе. - 378 — Чарджоуская область Туркменской ССР → +993 4 - 379 — Согдийская область Таджикской ССР → +992 34 - 380 — Екатеринбургская МНТС - 381 — Омская область РСФСР - 382 — Томская область РСФСР - 383 — Новосибирская область РСФСР - 384 — Кемеровская область РСФСР - 385 — Алтайский край РСФСР - 388 — город Новокузнецк Кемеровской области (отменён Руководящим документом 1986 года) → +7 3843 - 389 — Новосибирский УАК - 391 — Красноярский край РСФСР - 393 — Иркутский УАК - 394 — Тувинская АССР РСФСР - 395 — Иркутская область РСФСР |

### Зоновые коды на 4
Зоновые коды, начинающиеся на цифру 4, в советское время для географических целей использовались редко. После распада СССР они сохранились почти целиком (кроме перехода областей Туркмении и Узбекистана, которым не досталось кодов в диапазонах 3хх, в новые национальные планы, и выделения Чукотского автономного округа в код 427). Телефонные номера спутниковой связи, используемые на морских судах России после введения плана нумерации 1999 года были отнесены к негеографическим телефонным номерам с переводом в код 959. Позднее данный код стали использовать для мобильных операторов в Луганской Народной Республике.
- 411 — Якутская АССР РСФСР
- 413 — Магаданская область РСФСР
- 414 — Чукотский автономный округ РСФСР (до 1999) → 427
- 415 — Камчатская область РСФСР
- 416 — Амурская область РСФСР
- 421 — Хабаровский край РСФСР
- 423 — Приморский край РСФСР
- 424 — Сахалинская область РСФСР
- 432 — Красноводская область Туркменской ССР → +993 2
- 436 — Навоийская область Узбекской ССР → +998 79
- 439 — Спутниковая связь с морскими судами (Россия) → +7 959 → ?
- 460 — Хабаровский УАК
- 470 — Московский МЦК (МН-5)
- 477 ― Газпром телеком (до 2006)

### Зоновые коды на 5
В советское время данный диапазон использовался выделенными служебными сетями. После распада СССР некоторые коды в этом диапазоне также временно использовались мобильными операторами некоторых стран СНГ до ввода национальных телефонных кодов:
- 501 — СЦС-Совинтел
- 503 — Комстар
- 550 — UMC (Украина, 1994—1995) → +380 50
- 571 — НурСат
- 59х — мобильные операторы Узбекистана (до 1 октября 1998)[5] → +998 9х

### Зоновые коды на 7
В СССР в этой зоне нумерации кодов не существовало.

### Зоновые коды на 8
Подавляющая часть зоновых телефонных кодов регионов была сохранена, так как относилась к России. В 1995 году из общего телефонного плана вышла Грузия, получив новый национальный код +995, а в 1996 году по соглашению в код +995 была переведена и Абхазия. Армения и Азербайджан также перешли на собственные планы нумерации. Освободившиеся таким образом коды 88X и 89X ныне находятся в резерве как будущие коды интеллектуальных услуг телефонной связи Казахстана.

| - 810 — Санкт-Петербургский УАК - 811 — Псковская область РСФСР - 812 — город Санкт-Петербург (Ленинград) и Ленинградская область РСФСР → +7 812 (Санкт-Петербург) и +7 813 (Ленинградская область) - 814 — Карельская АССР РСФСР - 815 — Мурманская область РСФСР - 816 — Новгородская область РСФСР - 817 — Вологодская область РСФСР - 818 — Архангельская область РСФСР - 819 — Ненецкий автономный округ РСФСР - 820 — город Череповец РСФСР - 821 — Коми АССР РСФСР - 831 — Нижегородская (Горьковская) область РСФСР - 833 — Кировская область РСФСР - 834 — Мордовская АССР РСФСР - 835 — Чувашская АССР РСФСР - 836 — Марийская АССР РСФСР - 840 — Самарский УАК - 841 — Пензенская область РСФСР - 842 — Ульяновская область РСФСР - 843 — Татарская АССР РСФСР → +7 843 и +7 855 - 844 — Волгоградская область РСФСР - 845 — Саратовская область РСФСР - 846 — Самарская (Куйбышевская) область РСФСР - 847 — Калмыцкая АССР РСФСР - 848 — города Тольятти, Жигулёвск и Ставропольский район Самарской (Куйбышевской) области РСФСР - 850 — Ростовский МЦК - 851 — Астраханская область РСФСР - 852 ― Искра (Ленинградская область) - 860 — Самарская МНТС - 861 — Краснодарский край РСФСР - 862 2 — город Сочи РСФСР → +7 862 (перешёл на семизначную нумерацию) - 863 — Ростовская область РСФСР - 865 — Ставропольский край РСФСР → +7 865, +7 879 (Минеральные Воды) - 866 — Кабардино-Балкарская АССР РСФСР - 867 — Северо-Осетинская АССР РСФСР - 869 — Ростовский УАК - 871 — Чечено-Ингушская АССР РСФСР → +7 871 (Чеченская республика) и +7 873 (Ингушетия) - 872 — Дагестанская АССР РСФСР - 877 — Адыгейская автономная область РСФСР - 878 — Карачаево-Черкесская автономная область РСФСР - 880 — Санкт-Петербургский МЦК | - 881 — Абхазская АССР Грузинской ССР → +995 44 → +7 8402 (стационарные)/+7 940 - 882 — Аджарская АССР Грузинской ССР → +995 42 - 883 — Другие районы Грузинской ССР и Юго-Осетинская автономная область → +995 (остальные коды) - 885 — Армянская ССР → +374 - 892 — Азербайджанская ССР → +994 (остальные коды, включая Нахичеванскую АР — +994 36) - 893 — Нагорно-Карабахская автономная область Азербайджанской ССР → +374 47 (стационарные)/97 (мобильные), +994 26 (Шуша) - 895 — Западные районы Азербайджанской ССР и город Гянджа → +994 22 и +994 26 |